# Mothernight
Mothernight – polska grupa wykonująca muzykę rockową z wpływami takich gatunków jak industrial, cold wave, gothic metal.
Zespół powstał w 2000 roku z inicjatywy gitarzysty Adama „Deimosa” Buszko – lidera deathmetalowej grupy Hate oraz basisty Krzysztofa „Gabriela” Wawrzaka związanego poprzednio z prog-rockową formacją Annalist. W 2003 roku do składu dołączył perkusista „Berith”, natomiast rok później pochodząca ze Śląska wokalistka Aleksandra „Freya” Kasprzyk. Tego samego roku grupa przystąpiła do prac nad debiutanckim albumem. 
Nagrania odbyły się w dwóch warszawskich studiach Hard oraz Efektura. W 2007 roku nakładem hiszpańskiej wytwórni muzycznej Locomotive Records ukazał się debiutancki album grupy zatytułowany Mothernight. Okładkę płyty przygotował Tomasz „Graal” Daniłowicz znany m.in. ze współpracy z kwartetem Behemoth. W ramach promocji albumu do utworu „Another Chance”, we Wrocławiu został zrealizowany teledysk w reżyserii Macieja Dąbrowskiego. 14 marca 2008 roku zespół wystąpił podczas koncertu w klubie Progresja w Warszawie poprzedzając występ niemieckiej grupy Sylvan. 
W 2011 roku wokalistka zespołu Aleksandra „Freya” Kasprzyk odeszła z zespołu i wzięła udział w programie talent show The Voice of Poland emitowanym na antenie TVP2. Mothernight został rozwiązany we wrześniu 2011 roku.

## Dyskografia
- Mothernight (8 maja 2007, Locomotive Records)[10]

## Teledyski
- „Another Chance” (2007, reżyseria: Maciej Dąbrowski, realizacja: Inbornmedia)[6]